# Miguel Ares Canaval
Miguel Ares Canaval, nacido en O Canaval (Présaras, Vilasantar) en 1565, y fallecido en Orense el 1 de enero de 1611, fue un religioso gallego, obispo de la diócesis de Orense desde 1595 hasta su muerte.

## Biografía
Hijo de Alfonso Ares y María González, nació en la después llamada Casa del Obispo. Estudió en Santiago de Compostela y en Salamanca, sobresaliendo por su cultura, inteligencia y bondad. Fue enviado a Ávila, donde consiguió la dignidad de Magistral de la Sagrada Escritura.
Su fama de intelectual y buen cristiano llegó hasta la Corte del Rei Felipe II, quien en el año 1593 lo propuso como obispo de la Real Audiencia de Charcas de la ciudad de La Plata, hoy llamada Sucre, en Bolivia, puesto que rechazó.
El 30 de mayo de 1595 tomó posesión como obispo de Orense, con el nombre de Miguel Ares Canaval, ya que cambió el segundo apellido por su lugar de nacimiento, algo habiutal en aquella época. Desde Orense visita siempre que puede el Santuario de Nuestra Señora da Laxe, en Armental, del que fue devoto desde niño. Interesándose siempre por su cuidado, envió ofrendas al santuario segundo consta en los libros de Fábrica. También fundó al lado del santuario una escuela o seminario y consiguió importantes donaciones para su mantenimiento. De este modo se alfabetizaron numerosos niños del entorno, entre ellos Alfonso Ares, vecino de Vilariño y sobrino de Miguel, que llegó a ocupar distintos cargos en la archidiócesis de Santiago de Compostela.
Este seminario estuvo funcionando hasta pocos años después de la desamortización de Mendizábal, en la que se incautaron todos los bienes del santuario y los que mantenían el seminario.
Falleció el 1 de enero de 1611, siendo obispo de Orense, y está sepultado en la Capilla Mayor de la catedral orensana.